# フリゼット
フリゼット（Frizette、1905年 - 1930年）は、アメリカ合衆国で生産・調教されたサラブレッドの競走馬、および繁殖牝馬。20世紀初頭から現代にかけて続く牝系の祖として、現代競馬に強い影響を残した。

## 経歴

### 出生
父ハンブルク・母父セントサイモンというこの配合を組んだのは、19世紀アメリカの弁護士、および名オーナーブリーダーであったウィリアム・コリンズ・ホイットニーである。ホイットニーはセントサイモン産駒の牝馬オンドゥリーに、自身が所有する種牡馬ハンブルクを種付けした。
1904年2月2日にホイットニーが死去すると、彼の所有していた馬は競売にかけられた。オンドゥリーもハンブルクの仔を身籠ったまま同年10月にマディソンスクウェアガーデンでの競売にかけられ、ホイットニーにとって競馬・ビジネスの両面でライバル関係にあったジェームズ・ロバート・キーンに14000ドルで購入された。
ケンタッキー州レキシントンの近くにあったキーン所有の牧場・キャッスルトンスタッドに移されたオンドゥリーは、そこで1905年に幅広のたてがみを持つ鹿毛の牝馬を産んだ。それが後のフリゼットであった。

### 競走馬時代
ジェームズ・ロウ調教師はキーンと親しい調教師の一人で、以前にはコマンドを預託していた人物である。フリゼットはそのロウのもとにコリンやケルトなどとともに預けられ、1907年にデビューした。
その競走成績はそれほど際立ったものではなかった。2歳時は9戦して4勝、ローズデイルステークスなどステークス競走にも勝っているが、早くもクレーミング競走へ出走させられていた。
その後クレーミング競走において、ブルックリンの弁護士J. A. ヴェルンベルクに2000ドルで譲渡された。3歳時、フリゼットはヴェルンベルク所有のもとで数多くの出走を経験した。その多くはクレーミング競走で、27戦で8勝2着6回の成績を残した。
1908年9月18日、グレーヴゼンド競馬場で行われた9ハロン戦シーブリーズステークスの後、フリゼットはヒーマン・B・デュリエーに購入された。デュリエーはニューヨーク競馬に携わっていたホースマンで、この当時成立が予期されていた賭博行為の禁止条例（後の1910年に成立、2年間施行された）によって苦境に立たされている人物の一人でもあった。デュリエーは新たな事業としてフランスでの馬産を計画し、その牧場の基礎牝馬としてフリゼットを購入したのであった。
1908年の年末、フリゼットは他の牝馬数頭とともにフランスへと渡航した。繁殖シーズンまではまだ期間があったため、繁殖に入る前にフランスで競走に出走、勝ちを収めている。

## 引退後
フリゼットは1909年の春に引退し、デュリエーの作ったノルマンディーの牧場で繁殖入りした。
同牧場における主要種牡馬に、かつてデュリエーがアメリカで所有していた馬の一頭・アイリッシュラッドがいた。フリゼットは初年度にこのアイリッシュラッドと交配され、翌年に鹿毛の牝馬を産んだ。この牝馬はバンシーと名付けられて競走馬デビューし、1913年のプール・デッセ・デ・プーリッシュ（フランス1000ギニー）に優勝、フリゼットの繁殖牝馬としての資質を証明した。後にバンシーも繁殖牝馬として牧場に繋養されている。
1916年にデュリエーが他界すると、デュリエー夫人は遺言に従って牧場を存続させたが、その規模を縮小させている。この頃、デュリエーの牧場からそう遠くない場所に、繊維業で財産を築いた事業者マルセル・ブサックが自身の牧場を建設しようとしていた。
1919年、デュリエー夫人とブサックは、夫人の牧場にいる1歳馬をブサックに売る契約を交わした。このときブサックが手に入れた馬の中には、フリゼットの産んだ父デュルバルの牝馬、そしてバンシーの産んだ父デュルバルの牝馬が含まれていた。後に両者はフランス牝馬クラシック路線を賑わす存在となり、前者はモルニ賞やフォレ賞に勝つデュルゼッタに、後者はグランクリテリウムやヴェルメイユ賞に勝つデュルバンとなった。そしてこれらはブサックの生産における基礎牝馬となり、ブサックのオーナーブリーダー業の礎となった。
フリゼットの産駒からは8頭の産駒が勝ち上がりを決め、そのうち5頭がステークス競走の勝ち馬となる堅実な繁殖成績を残したが、1920年生のオンデュレーションを出した後は競走勝ち馬を出すことはなかった。しかし、フリゼット産駒の価値はその競走成績よりも、牝系としてそれ以上の大きな貢献があったことで知られる。
1926年、デュエリー夫人は牧場、およびそこに残っていたすべての馬を売却した。そのなかには21歳になったフリゼットも含まれており、ブサックによって買い取られた。フリゼットはブサックの馬産の基本となる牝馬たちの祖になるという大きな功績を残した基礎牝馬であったが、ブサックが手にしたときにはすでに高齢で、特に最後の2年間は高齢のため産駒を出すこともできなかった。
フリゼットは24歳の時、見切りをつけたブサックによって屠殺場へと送られ、屠殺処分という形でその生涯を終えた。

### 繁殖成績
| 生年 | 馬名              | 性 | 毛色     | 父              | 戦績・繁殖成績 |
| ---- | ----------------- | -- | -------- | --------------- | --- |
| 1910 | Banshee           | 牝 | 鹿毛     | Irish Lad       | プール・デッセ・デ・プーリッシュなど 繁殖牝馬。Durban（モルニ賞）、Heldifann（ヴェルメイユ賞）などを出す。2代先に名種牡馬Tourbillonがいる。 |
| 1911 | Frizzle           | 牡 | 栗毛     | Biniou          | ステークス競走勝ち馬 種牡馬 |
| 1913 | Crimper           | 牡 | 栗毛     | Maintenon       | 一般競走勝ち馬 種牡馬 |
| 1914 | Tranby            | 牡 | 鹿毛     | Irish Lad       | 未勝利馬 |
| 1915 | Mary Maud         | 牝 | 栗毛     | Irish Lad       | ジュヴェナイルステークスなど 繁殖牝馬。3代先に馬術競技の殿堂馬Sinjonがいる。                                                                |
| 1916 | Frizeur           | 牝 | 栗毛     | Sweeper         | 一般競走勝ち馬 繁殖牝馬。Black Curl、PairbyPair、Crowning Glory、Myrtlewoodのステークス勝ち馬4頭を出す。                                    |
| 1917 | Lespredeza        | 牝 | 栗毛     | Durbar II       | 一般競走勝ち馬 繁殖牝馬。 |
| 1918 | Durzetta          | 牝 | 栗毛     | Durbar II       | モルニ賞など 4代先にプール・デッセ・デ・プーリッシュ優勝馬Djelfaがいる。                                                                    |
| 1919 | Princess Palatine | 牝 | 栗毛     | Prince Palatine | 未出走 2代先にCCAオークス優勝馬Vagrancyがいる。                                                                                             |
| 1920 | Ondulation        | 牝 | （不明） | Sweeper         | ノネット賞など 4代先にDahliaがいる。 |
| 1921 | Antar             | 牡 | （不明） | Durbar          | 未勝利馬 |
| 1922 | Frizelle          | 牝 | 鹿毛     | Durbar          | 未出走 2代先にジョッケクルブ賞優勝馬Cillasがいる。                                                                                          |
| 1924 | Freebar           | 牡 | （不明） | Durbar          | 未勝利馬 |
| 1927 | Arabesque         | 牝 | （不明） | Ramus           | 未勝利馬 |

### 主な牝系活躍馬
フリゼットの牝系から出た代表産駒の一頭に、ブサックの馬産における傑作のひとつトウルビヨンがいる。種牡馬としてフランス競馬界の頂点に長期間君臨したトウルビヨンには、フリゼットが持っていたレキシントンの血統が流れていた。レキシントンはジェネラルスタッドブックに遡れない血統を持っている馬の一頭で、当時存在したジャージー規則によってサラブレッドとして認められなかった馬であり、その子孫はイギリスに輸入することができなかった。しかしその「サラブレッドとして認められない馬」であるはずのトウルビヨン産駒の活躍は顕著で、これが後にその規則を見直す契機となり、1949年になってジャージー規則は撤廃されている。
牝馬ではFrizeur産駒でアメリカ競馬殿堂にも選ばれたマートルウッドと、Princess Palatine産駒のValkyrがフリゼット牝系の繁栄に大きく貢献した。前者の系統からはアメリカクラシック三冠を達成したシアトルスルーや大種牡馬ミスタープロスペクター、菊花賞を勝ったオウケンブルースリなどが、後者の系統からは天皇賞（秋）を勝ったサクラチトセオーとエリザベス女王杯を勝ったサクラキャンドルの兄妹、短距離路線で活躍したカレンチャンなどが出ている。

## フリゼット系
牝系図の出典：Galopp-Sieger
- Stray Shot 1872 --- 13-c
  - Shotover 1879 ←---ショットオーヴァー牝系へ戻る
    - Ornis 1890
      - Ondulee 1889
        - Frizette 1905 ---↓改行
          - Frizeur 1916
            - Myrtlewood 1932 ---→マートルウッド牝系へ

          - Princess Palatine 1919
            - Valkyr 1925
              - Valkara 1937
                - *フオルカー 1948
                  - ブラックターキン 1954 ---→ブラックターキン牝系へ

              - Vagrancy 1939 ---→ヴェイグランシー牝系へ
                - Vulcania 1948
                  - Abeyance Lass 1955
                    - *クレアーブリッジ 1967 ---→クレアーブリッジ牝系へ

                - Natasha 1952 
                  - Natashka 1963 ---→ナタシュカ牝系へ

牝系図の主要な部分（太字はG1級競走優勝馬）は以下の通り。*は日本に輸入された馬。
- Frizette 1905
  - Banshee 1910
    - Durban 1918
      - Diademe 1927
        - Albarelle 1932
          - Callixene 1943
            - *ドルガ 1955
              - リュウファーロス 1963（阪神大賞典、産経大阪杯、日本経済新春杯、スワンステークス）

      - Tourbillon 1928（仏ダービー、リュパン賞）
      - Mahatma 1930
        - Daova 1941
          - *アルコラ 1956
            - オンワードヒル 1963（カブトヤマ記念、中山記念、スプリンターズS、金杯、東京新聞杯）

    - Heldifann 1921
      - Djezima 1933
        - Tourzima 1939 ---→トゥールジマ牝系へ

      - Coronis 1935
        - Calonice 1940
          - Paleo 1953
            - *パーソロン 1960

    - Sheba 1922
      - Revolte 1933
        - Agin the Law 1946
          - Alcatraz 1955
            - *インサイドストーリー 1962
              - ヒデツバメ 1966
                - ニッポースワロー 1981（ニュージーランドT4歳S）

  - Frizeur 1916
    - Black Curl 1924
      - Black Wave 1935
        - Jet Pilot 1944（ケンタッキーダービー）

    - Myrtlewood 1932（アッシュランドS） ---→マートルウッド牝系へ

  - Princess Palatine 1919
    - Chara 1924
      - Chapardeuse 1938
        - La Chipotte 1945
          - Charleville 1961
            - Charming Friend 1968
              - Charming Doll 1974
                - Canaletto 1984
                  - Turpitude 1997
                    - *トゥーピー 2002
                      - サトノラーゼン 2012（京都新聞杯）
                      - サトノクロニクル 2014（チャレンジC）

    - Valkyr 1925
      - Vicaress 1932
        - Vashti 1945
          - Cycle 1958
            - *サイクラス 19687
              - シヤダイサイクル 1976
                - ティアラ 1986
                  - リーインフォースト 1998
                    - バウンシーチューン 2008（フローラS）
                    - ライトリーチューン 2013
                      - レイハリア 2018（キーンランドC、葵S）

              - ルナパーク 1979
                - ナリタルナパーク 1995（中山牝馬S）

          - Vase 1959
            - Clear And Cold 1965
              - Winter Memory 1972
                - Half Iced 1979（ジャパンC）

      - Valse 1933
        - Vienna 1941
          - Two Cities 1948
            - *ボールドリック 1961（英2000ギニー、チャンピオンS）

      - Valkara 1937
        - *フオルカー 1948
          - ブラックターキン 1954 ---→ブラックターキン牝系へ
          - フランケル 1957
            - ハククイン 1966
              - ハクチカツ 1975（日本短波賞）

      - Vagrancy 1939（ベルデイムHほか） ---→ヴェイグランシー牝系へ
        - Vulcania 1948
          - Abeyance Lass 1955
            - *クレアーブリッジ 1967 ---→クレアーブリッジ牝系へ

        - Natasha 1952 
          - Natashka 1963（アラバマSほか） ---→ナタシュカ牝系へ

  - Ondulation 1920
    - Gilded Wave 1938
      - Adorada 1947
        - Charming Alibi 1963
          - Dahlia 1970（キングジョージ6世&クイーンエリザベスS、愛オークスほか）
            - *リヴリア 1982（ハリウッド招待Hほか）

          - Golden Alibi 1978
            - Dockage 1984
              - Docklands 1989
                - Rail Link 2003（凱旋門賞、パリ大賞典）

### トゥールジマ牝系
- Tourzima 1939
  - Naziad 1945
    - Marsyad 1949（デューハーストS）
    - Jamira 1963
      - Abamira 1969
        - Bustira 1984
          - Seaborg 1991（5月25日大賞）

  - Corejada 1947（愛オークス、仏1000ギニー、チェヴァリーパークS）
    - Macip 1952（ロワイヤルオーク賞、アスコットゴールドC）
    - Apollonia 1953（モルニ賞、グランクリテリウムほか）
      - Passionata 1962
        - Callianire 1974
          - Caraniya 1986
            - Caraiyma 1992
              - Caradak 2001（フォレ賞）

            - Special Dancer 1997
              - * マーゴットディド 2008（ナンソープS）
                - Magic Attitude 2017（ベルモントオークス招待S）
                - ジャスティンミラノ 2021（皐月賞、共同通信杯）

      - Bellaca 1963
        - Cleophis 1971 
          - Une Pensee 1987
            - Penne 2003
              - Meandre 2008（パリ大賞典、サンクルー大賞ほか）
              - Mqse De Sevigne 2019（ロートシルト賞、ジャンロマネ賞）

    - Aurada 1962
      - *ネロリ 1969
        - シャトーフォモサ 1977
          - チアズダンサー 1993
            - チアズブライトリー 1998（京阪杯、七夕賞）
            - チアズメッセージ 2000（京都牝馬S）
              - クリプトグラム 2012（目黒記念）

  - Gloriana 1950
    - Gaia 1962
      - Licata 1969
        - *アカマス 1975（仏ダービー、リュパン賞）
        - Licara 1977
          - Lisana 1983 
            - Lilissa 1991
              - Lidakiya 1997
                - Linngari 2002（ヴィットーリオ・ディ・カープア賞、バイエルンツフトレネン）
                - Lidana 2005
                  - La Pyle 2011
                    - Pyledriver 2017（コロネーションC）

                  - Helene Charisma 2013（パリ大賞典）

        - Akarad 1978（サンクルー大賞）
        - Akiyda 1979（凱旋門賞）

    - Irana 1963
      - Tripolizza 1976
        - Gai Lizza 1982
          - Marital Bliss 1996
            - Kasbah Bliss 2002（カドラン賞）

  - Albanilla 1951
    - *マリラ 1957
      - Kelty 1965
        - Delsy 1972
          - Darshaan 1981（仏ダービー）
          - Darara 1983（ヴェルメイユ賞）
            - River Dancer 1999（香港クイーンエリザベス2世C）
            - Dar Re Mi 2005（ヨークシャーオークス、ドバイシーマクラシック）
              - Too Darn Hot 2016（サセックスS、デューハーストS、ジャンプラ賞）

            - Rewilding 2007（ドバイSC、英プリンスオブウェールズS）

          - Dayanata 1985
            - Portmanteau 2001 
              - Hunter's Light 2008（ローマ賞、ジェベルハッタほか）

          - Dalara 1991
            - Daliapour 1996（香港ヴァーズ、コロネーションC）

    - Evisa 1968
      - Visala 1977
        - Amoura 1983
          - Siamsa 1997
            - Halla Siamsa 2004
              - Parish Hall 2009（デューハーストS）

            - Halla Na Saoire 2010
              - Mac Swiney 2018（フューチュリティT、愛2000ギニー）

      - Ezana 1983
        - Ebaziya 1989
          - Ebadiyla 1994（愛オークス、ロワイヤルオーク賞）
          - Enzeli 1995（アスコットゴールドC）
          - Edabiya 1996（モイグレアスタッドS）
          - Eytarna 2006
            - Eziyra 2014
              - Ezeliya 2021（英オークス）

          - Estimate 2009（アスコットゴールドC）

        - Ezilla 1997
          - Ezima 2004
            - Taghrooda 2011（英オークス、キングジョージ6世&クイーンエリザベスS）

  - Bielka 1960
    - Stoyana 1976
      - Sidama 1982
        - Sinntara 1989
          - Sinndar 1997（エプソムダービー、愛ダービー、凱旋門賞）

## 評価

### 主な勝鞍
1907年（2歳）　9戦4勝
ローリエイトステークス、ローズデイルステークス、トロイクレーミングステークス
1908年（3歳）　27戦8勝（※アメリカ時代のみ）

### 表彰
- 1945年 - ベルモントパーク競馬場に、フリゼットの名を冠したフリゼットステークスが創設される。

## 血統表
| フリゼットの血統（グレンコー系（ヘロド系） / Vandal 父内5x5=6.25%、 Lexington 父内5x5=6.25%） | フリゼットの血統（グレンコー系（ヘロド系） / Vandal 父内5x5=6.25%、 Lexington 父内5x5=6.25%） | フリゼットの血統（グレンコー系（ヘロド系） / Vandal 父内5x5=6.25%、 Lexington 父内5x5=6.25%） | （血統表の出典）     | （血統表の出典） |
| 父 Hamburg 1895 鹿毛 アメリカ                                                                 | 父の父Hanover 1884 栗毛 アメリカ                                                              | Hindoo                                                                                        | Virgil               | Virgil           |
| 父 Hamburg 1895 鹿毛 アメリカ                                                                 | 父の父Hanover 1884 栗毛 アメリカ                                                              | Hindoo                                                                                        | Florence             |                  |
| 父 Hamburg 1895 鹿毛 アメリカ                                                                 | 父の父Hanover 1884 栗毛 アメリカ                                                              | Bourbon Belle                                                                                 | Bonnie Scotland      | Bonnie Scotland  |
| 父 Hamburg 1895 鹿毛 アメリカ                                                                 | 父の父Hanover 1884 栗毛 アメリカ                                                              | Bourbon Belle                                                                                 | Ella D               |                  |
| 父 Hamburg 1895 鹿毛 アメリカ                                                                 | 父の母Lady Reel 1886 鹿毛 アメリカ                                                            | Fellowcraft                                                                                   | Australian           | Australian       |
| 父 Hamburg 1895 鹿毛 アメリカ                                                                 | 父の母Lady Reel 1886 鹿毛 アメリカ                                                            | Fellowcraft                                                                                   | Aerolite             |                  |
| 父 Hamburg 1895 鹿毛 アメリカ                                                                 | 父の母Lady Reel 1886 鹿毛 アメリカ                                                            | Mannie Gray                                                                                   | Enquirer             | Enquirer         |
| 父 Hamburg 1895 鹿毛 アメリカ                                                                 | 父の母Lady Reel 1886 鹿毛 アメリカ                                                            | Mannie Gray                                                                                   | Lizzie G             |                  |
| 母 Ondulee 1898 鹿毛 イギリス                                                                 | 母の父St. Simon 1881 青鹿毛 イギリス                                                          | Galopin                                                                                       | Vedette              | Vedette          |
| 母 Ondulee 1898 鹿毛 イギリス                                                                 | 母の父St. Simon 1881 青鹿毛 イギリス                                                          | Galopin                                                                                       | Flying Duchess       |                  |
| 母 Ondulee 1898 鹿毛 イギリス                                                                 | 母の父St. Simon 1881 青鹿毛 イギリス                                                          | St. Angela                                                                                    | King Tom             | King Tom         |
| 母 Ondulee 1898 鹿毛 イギリス                                                                 | 母の父St. Simon 1881 青鹿毛 イギリス                                                          | St. Angela                                                                                    | Adeline              |                  |
| 母 Ondulee 1898 鹿毛 イギリス                                                                 | 母の母Ornis 1890 栗毛 イギリス                                                                | Bend Or                                                                                       | Doncaster            | Doncaster        |
| 母 Ondulee 1898 鹿毛 イギリス                                                                 | 母の母Ornis 1890 栗毛 イギリス                                                                | Bend Or                                                                                       | Rouge Rose           |                  |
| 母 Ondulee 1898 鹿毛 イギリス                                                                 | 母の母Ornis 1890 栗毛 イギリス                                                                | Shotover                                                                                      | Hermit               | Hermit           |
| 母 Ondulee 1898 鹿毛 イギリス                                                                 | 母の母Ornis 1890 栗毛 イギリス                                                                | Shotover                                                                                      | Stray Shot F-No.13-c |                  |

父ハンバーグは1890年代に活躍した馬で、2歳では135ポンド（約61.2キログラム）を背負ってグレートイースタンハンデキャップに勝ち、3歳時にはローレンスリアライゼーションステークスで優勝している。競走馬として活躍した産駒も多く、代表産駒にアメリカ殿堂馬アートフルなどがいる。
母オンドゥリーがキャッスルトンスタッドで産んだ産駒はフリゼットのみで、その直後アルゼンチンへと売却された。フリゼットのほかの産駒に、種牡馬になったマラトン（ケンタッキーダービー優勝馬ビヘイブユアセルフの父）、アルゼンチンの競走馬ジグザグなどがいる。
三代母ショットオーヴァーは、2000ギニー、ダービーステークスの二冠を達成し、イギリスクラシック三冠に挑んだ史上唯一の牝馬である。